# Thomas Cochrane (8e comte de Dundonald)
Pour les articles homonymes, voir Thomas Cochrane.
Thomas Cochrane, 8e comte de Dundonald (1691 - 31 octobre 1778) est un noble écossais, officier de l'armée et homme politique. Il est député de Renfrewshire de 1722 à 1727. Il exerce les fonctions de commissaire de l'accise en Écosse de 1730 à 1764. Il accède au titre de comte de Dundonald en 1758 à la mort de son cousin, William Cochrane, 7e comte de Dundonald.

## Biographie
Il est né en 1691, septième fils de William Cochrane d'Ochiltree et de son épouse Mary Bruce, fille aînée d'Alexander Bruce (2e comte de Kincardine). 
En tant que fils cadet, il n'hériterait pas des biens de son père, il entre donc dans l'armée. Il devient cornette dans le Royal Regiment of Dragoons en 1713, et capitaine au 27e régiment d'infanterie en 1716. Il accède au rang de major en 1718 et devient major du Château de Saint Philippe à Minorque. 
Il devient député de Renfrewshire en 1722 et représente la circonscription jusqu'en 1727. Il est nommé commissaire à l'accise pour l’Écosse de 1730 à 1764,. Il soutient les Hanovriens lors du soulèvement jacobite de 1745. Il témoigne par la suite devant le tribunal contre Archibald Stewart, lord-prévôt d’Edimbourg, qui a livré la ville aux jacobites. 
Thomas Cochrane devient comte de Dundonald à la mort de son cousin éloigné, William Cochrane, septième comte, le 9 juillet 1758. William, un officier de l'armée, est tué au siège de Louisbourg et meurt sans descendance. Fils survivant de William Cochrane d'Ochiltree, Thomas a déjà hérité des propriétés familiales de Culross et d'Ochiltree. 

## Famille et descendance
Il se marie deux fois, d'abord avec sa cousine Elizabeth Kerr en 1721. Ils ont deux enfants, un fils Thomas décédé jeune et une fille Grizel,. Elizabeth est décédée en 1743. 
Le 6 septembre 1744, il épouse Jane Stuart. Ils ont un certain nombre d’enfants, d’abord Archibald, né en 1748, qui devient inventeur et succède à son père comme comte, et ensuite Charles, né en 1749. Il a une carrière dans l'armée et épouse Catherine Pitcairn, fille du major John Pitcairn. Il se distingue pendant la Guerre d'indépendance des États-Unis en portant des dépêches de Henry Clinton à Charles Cornwallis au siège de Yorktown. Cornwallis en fait son aide de camp. Charles Cochrane est tué peu de temps avant la capitulation. 
Le troisième fils de Thomas et Jane Cochrane, John Cochrane (marchand) (en), est né en 1750; il devient un entrepreneur prospère pour l'armée et la marine britanniques. Leur quatrième, James Atholl, est né en 1751; il entre dans l'église, devenant vicaire pour Mansfield et écrivant un certain nombre de livres sur divers sujets. Leur cinquième fils Basil Cochrane (en) est né en 1753. Il fait fortune en approvisionnant la Royal Navy en Inde. Leur sixième fils, Alexander Cochrane est né en 1758 et entre dans la Royal Navy, devenant amiral du Blanc, député et grand chevalier de la croix du bain. 
Leur septième fils George Cochrane (homme politique) est né en 1762. Il rejoint l'armée, atteignant le grade de colonel et est député,. Leur huitième et plus jeune fils, Andrew Cochrane-Johnstone est né en 1767. Il sert également dans l'armée, atteignant le grade de brigadier, est député de plusieurs circonscriptions et gouverneur de la Dominique. Moins honorablement, il est inculpé pour son rôle dans la grande fraude boursière de 1814. Le neveu d'Andrew, l'éminent officier de marine Thomas Cochrane (10e comte de Dundonald), est également condamné dans cette affaire, mais des années plus tard, il bénéficie d'une grâce royale. 
Thomas Cochrane est décédé le 31 octobre 1778. Son fils aîné Archibald, qui devient le 9e comte de Dundonald, lui succède comme comte. 